# Багров, Пётр Алексеевич
Пётр Алексе́евич Багро́в (род. 25 сентября 1982, Ленинград) — российский киновед, историк кино. Специалист по русскому дореволюционному и советскому кино первой половины XX века.

## Биография
В 1999 году поступил на физико-технический факультет Санкт-Петербургского политехнического университета, год окончания — 2005. С 1999 года публикуется в газете «Невское время», журналах «Киноведческие записки», «Кинопроцесс» и других. 
Член редколлегии журналов «Киноведческие записки», «Сеанс». Автор ряда статей издания «Новейшая история отечественного кино. 1986—2000. Кино и контекст». Автор сценариев ряда телепередач по истории кино на канале «Культура».
С 2005 года — младший научный сотрудник сектора кино и телевидения Российского института истории искусств (Санкт-Петербург), параллельно преподавал историю отечественного кино в Санкт-Петербургском государственном университете кино и телевидения (до 2013 года). Сотрудничал с НИИ Киноискусства, Государственным Музеем кино. Специализируется на истории русского дореволюционного и советского кино первой половины XX века. Кандидат искусствоведения (2011).
С 2013 года — старший куратор научных проектов Госфильмофонда России, художественный руководитель фестиваля архивного кино «Белые столбы». В результате смены руководства уволен из Госфильмофонда в декабре 2017 года.
Пётр Багров — не только широко образованный человек, отлично понимающий все тонкости кинопроизводства и аспекты искусства кинематографии, но и замечательный архивист, понимающий, что такое комплектование и хранение плёнки, каковы принципы реставрации фильмов, как необходимо развивать сотрудничество между киноархивами. Пётр был совершенно на своём месте в Госфильмофонде. Это признали его коллеги во всем мире — не случайно же его избрали вице-президентом ФИАФ.Наум Клейман, «Сеанс» 24 ноября 2017
С августа 2019 года — куратор киноотдела Музея Джорджа Истмана в Рочестере, штат Нью-Йорк.
Член Союза кинематографистов РФ с 2003 года, член Ассоциации славянских, восточноевропейских и евразийских исследований (ASEEES), Общероссийской ассоциации искусствоведов (АИС), в 2017—2018 годах вице-президент Международной федерации киноархивов (ФИАФ), в апреле 2023 года избран президентом ФИАФ.

### Семья
Женат на Анне Олеговне Коваловой (род. 1985), киноведе и филологе, супруги воспитывают двоих детей.

## Общественная позиция
В марте 2014 года подписал письмо «Мы с Вами!» КиноСоюза в поддержку Украины.

## Избранная библиография
- «Очень здорово играет Мельников…» Актёр, о котором молчат справочники // Киноведческие записки : журнал. — 2000. — № 47. — С. 236—246. — ISSN 0235-8212.
- Житие партийного художника // Фридрих Эрмлер: 110 лет со дня рождения // Сеанс : журнал. — 2008. — № 35—36. — С. 316—339. — ISSN 0136-0108.
- Протазанов и становление высокой комедии в русском кино // Киноведческие записки : журнал. — 2008. — № 88. — С. 215—232. — ISSN 0235-8212.
- Николай Николаевич Ефимов, пионер и дилетант // Зеленый зал-2 : альманах. — СПб.: РИИИ, 2010. — С. 7—35.
- соавт. с Марголит Е. По поводу одной цитаты // От слов к телу. Сборник статей к 60-летию Юрия Цивьяна // Новое литературное обозрение. — М.: НЛО, 2010. — Вып. LXVI. — С. 7—30.
- О Евгении Червякове. Режиссёр экзистенциального кино // Искусство кино : журнал. — 2010. — Июль (№ 7). — С. 105—116. — ISSN 0130-6405.
- «Золушка»: жители сказочного королевства. — М.: Киновидеообъединение «Крупный план», 2011. — 203 с. — ISBN 978-5-9903173-1-4.

## Награды
- премия Гильдии киноведов и кинокритиков России (2004) в номинации «Информационно-справочная литература о кино» (за публикации в журнале «Киноведческие записки» и за сценарии передач «Звёздные годы Ленфильма»)[1];
- премия Гильдии киноведов и кинокритиков России (2008);
- приз фестиваля архивного кино «Белые столбы» (2011).